# St. Antonius von Padua (Berlin-Oberschöneweide)

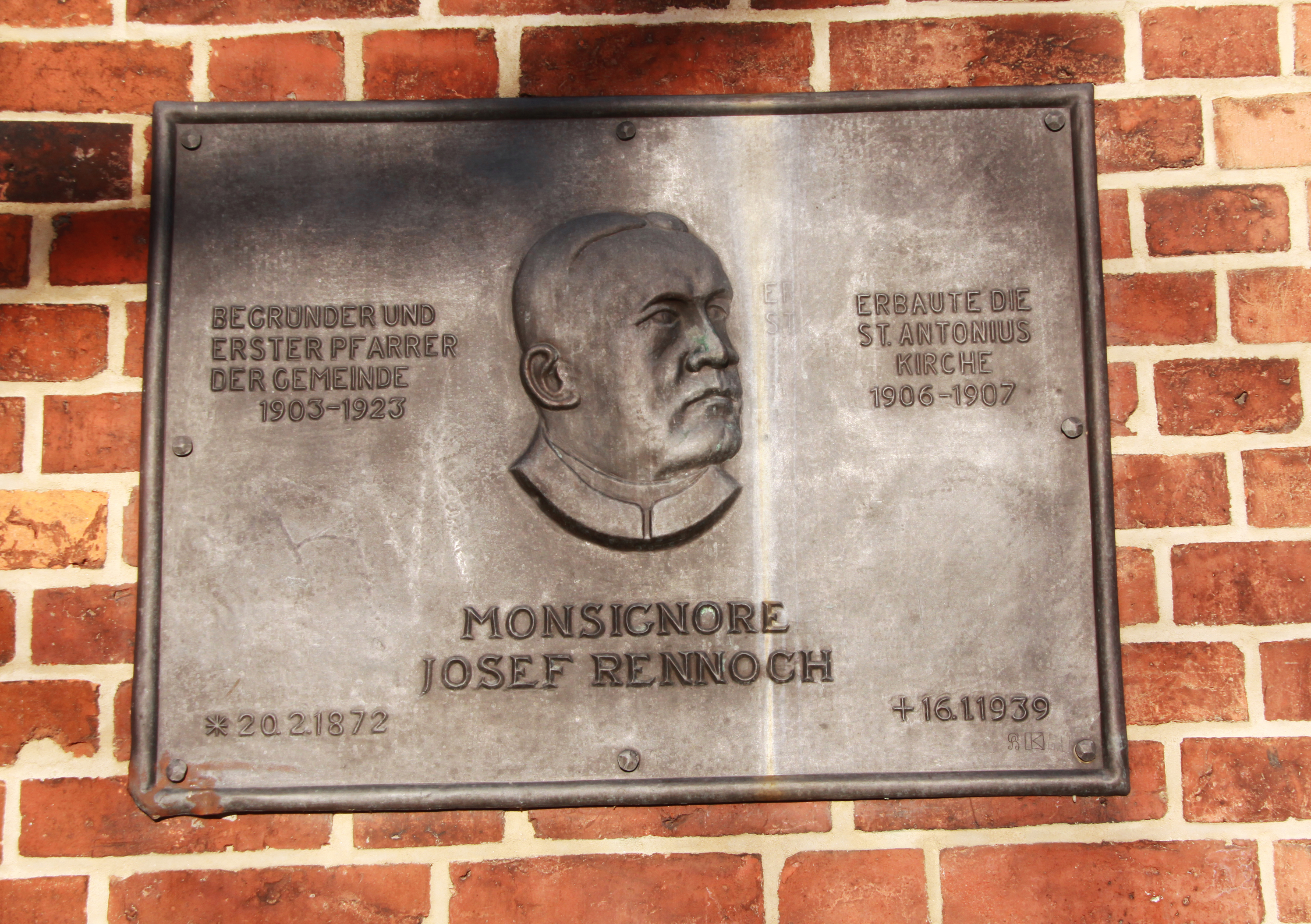
Begründerplakette

St. Antonius von Padua ist eine römisch-katholische Kirche im Berliner Ortsteil Oberschöneweide (Bezirk Treptow-Köpenick). Das dem hl. Antonius von Padua geweihte Gotteshaus wurde nach Plänen des Berliner Architekten Wilhelm Fahlbusch errichtet und im Jahr 1907 geweiht. Das komplett unter Denkmalschutz stehende Bauensemble umfasst auch das benachbarte Pfarrhaus, dessen Entwurf ebenfalls von Fahlbusch stammt und das 1908 fertiggestellt wurde. Die Pfarrgemeinde St. Antonius von Padua gehört zum Dekanat Treptow-Köpenick des Erzbistums Berlin.

## Geschichte des Kirchenbaus
Die schnelle Einwohnerentwicklung der neuen Landgemeinde Oberschöneweide gegen Ende des 19. Jahrhunderts brachte Katholiken aus allen deutschen Regionen, auch aus dem späteren Polen, in den Ort. Sie waren allesamt anfangs nach Köpenick gepfarrt. Zunächst gab es im Ort keine Räumlichkeiten für Gottesdienste, sodass der Köpenicker Pfarrer Karst 1896 beim Fürstbischöflichen Ordinariat in Breslau beantragte, die weiteren umliegenden Orte Karlshorst, Baumschulenweg, Johannisthal und Niederschöneweide zu einer eigenen katholischen Gemeinde mit Pfarrsitz in Oberschöneweide zu vereinigen. Das kam jedoch nicht zustande, man stellte den Oberschöneweidern dagegen die Mitbenutzung des Kaiserpavillons in Karlshorst in Aussicht. So feierten sie Ostern 1897 ihren ersten Gottesdienst dort. Der Pavillon war jedoch auf Dauer zu klein für die Menge der Gläubigen. So fanden die Katholiken aus Oberschöneweide in der gerade fertiggestellten Feuerwache an der Siemensstraße ab Oktober 1899 einen geeigneteren Ort. Nachdem 1903 der Fürstbischof von Breslau Oberschöneweide zusammen mit Johannisthal und Baumschulenweg zur eigenen Kuratie erhoben hatte, wurde die Errichtung eines eigenen Gotteshauses für die Gemeinde geplant. Kaplan Joseph Rennoch konnte mit Unterstützung der Forstverwaltung die Überlassung eines gut gelegenen Baugrundstücks aushandeln. Durch die Gemeinde waren dafür 43.000 Mark (kaufkraftbereinigt in heutiger Währung: rund 321.000 Euro) für Straßenregulierungsarbeiten zu bezahlen. Die Kosten für den Bau eines eigenen Kirchengebäudes wurden auf 155.000 Mark (heute: rund 1.157.000 Euro) geschätzt, die mit Hilfe von Spenden anderer deutscher Kirchengemeinden zustande kamen. In der Kirchenchronik heißt es dazu: 

„Um einen recht guten Erfolg zu erzielen, wählte ich zum Patron der Kirche den beim katholischen Volke in großer Verehrung stehenden hl. Antonius von Padua.“

Der vom Architekten Wilhelm Fahlbusch vorgelegte Plan für eine Kirche samt Pfarrhaus fand die Zustimmung des Gemeindekirchenrats, und so konnte bereits am 26. August 1906 der Grundstein gelegt werden. Fahlbusch leitete anschließend auch den Bau. Schon nach 15 Monaten, genau am 3. November 1907 war die Kirche fertiggestellt. Die Kirchweihe nahm der fürstbischöfliche Delegat Carl Kleineidam vor.
Fahlbusch entwarf auch das neobarocke Pfarrhaus und leitete dessen Bauausführung. Das Eckhaus an der Roedernstraße erhielt ein Mansardwalmdach mit zwei plastischen Segmentbogen-Giebeln am ausgebauten Dachgeschoss. Das relativ schlicht gehaltene Bauwerk hat verputzte, mit geklinkerten Lisenen gegliederte Fassaden. Am 22. Dezember 1908 war auch das Pfarrhaus bezugsfertig.

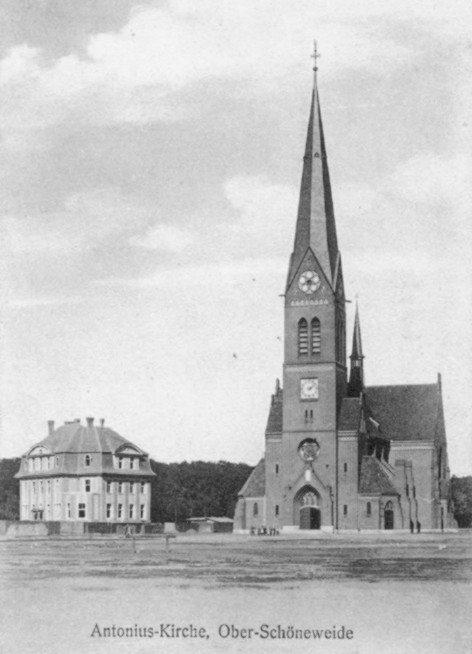
Pfarrhaus (links) und Kirchengebäude St. Antonius, 1909

Nachdem Oberschöneweide zur Pfarrei erhoben worden war, ernannte das Dekanat am 13. November desselben Jahres Joseph Rennoch zum ersten Pfarrer der Gemeinde St. Antonius. Dieser leitete die Gemeinde bis 1923, als er eine andere Pfarrstelle in Berlin übernahm. In seiner Amtszeit hatte er zur Bereicherung des kirchlichen Lebens insgesamt 27 Pfarrgruppen mitgegründet, darunter einen Kirchenchor, einen Kindergarten, einen Gesellenverein, ein Männerapostolat, eine Vinzenz-Konferenz, einen katholischen Arbeiterverein und vieles mehr. Im Jahr 1925 erfolgte eine größere Sanierung des Kirchengebäudes, bei der das Dach umgedeckt und die Empore vergrößert wurde.
Bischof Konrad von Preysing konsekrierte den Kirchenbau am 3. November 1937. Bei dieser Gelegenheit erhielt die Gemeinde von einem Franziskanerorden eine Reliquie des Hl. Antonius geschenkt. Sie fand ihren Platz in einem Schrein auf dem Antoniusaltar.
Im Zweiten Weltkrieg, am 27. Januar 1944 beschädigten Bombenabwürfe das Bauensemble: Das Kirchendach wurde zum größten Teil abgedeckt und sämtliche Fenster zerstört. Die Bewohner umliegender ebenfalls zerstörter Wohnhäuser nutzten nun einige Kirchräume zur Unterstellung ihres noch erhaltenen Mobiliars. Die Überlebenden halfen aber tatkräftig mit, um die Kirche noch im gleichen Jahr wieder nutzbar zu machen. Nach Kriegsende erfolgten gründlichere Reparaturen am Gotteshaus. So konnte es sogar im Rahmen des 75. Deutschen Katholikentags im August 1952 in Berlin von den katholischen Würdenträgern genutzt werden. Im Jahr 1954 führte eine Orgelwerkstatt Reparaturarbeiten an der Kirchenorgel aus.
Eine mittlerweile dringend notwendig gewordene Renovierung des Gotteshauses konnte 1962/1963 erfolgen. Die Neugestaltung stand unter den liturgischen Gesichtspunkten des Zweiten Vatikanischen Konzils. Der Künstler Georg Nawroth aus Görlitz hatte für die Prinzipalien das Motto „Anbetung des Lammes“ gewählt. Seine Entwürfe zu einer kompletten Neuausstattung wie Altarfenster, Kanzel, Tabernakel, Seitenaltäre, Kapellen und so weiter fanden die Zustimmung des Kirchenvorstands. Ab Mai 1963 begannen Umbau und Erneuerung. Mit dem Einsetzen der fünf neuen Altarfenster, die der Künstler mit Heiligenfiguren gestaltet hatte, konnte der erste Abschnitt der Innenrenovierung am 19. Oktober 1963 abgeschlossen werden. Die übrigen Erneuerungen (Fenster, Kanzel und Kirchenbänke) erfolgten in weiteren Schritten. Erst mit der Aufstellung des Tabernakels und der Einweihung eines neuen Kreuzwegs fanden die geplanten Arbeiten in der Kirche 1966 ihren endgültigen Abschluss.
Währenddessen konnten noch mit Spenden der Gemeindemitglieder 18 neue Bronzeleuchter für die drei Altäre angeschafft werden. 1963 erhielt die St.-Antonius-Gemeinde von den Staatlichen Museen zu Berlin als Dauerleihgabe den Schrein eines spätgotischen Schnitzaltars mit Marienkrönung, der aus Schwaben stammt und am rechten Seitenaltar aufgestellt wurde.
Im Jahr 1977 ergab ein Statikgutachten, dass der Turmhelm baufällig war. Zur Reparatur wurde ein Mobilkran nötig, der in der DDR aber nicht verfügbar war; so orderte man ihn in West-Berlin. Am 23. Mai 1977 hob der Kran den Turmhelm ab, sodass Spezialisten nun die notwendigen Erneuerungen vornehmen konnten. Bereits am Folgetag kam die Turmspitze wieder auf den Schaft.
Schließlich hatten 1980 erste werterhaltende Maßnahmen an den Gebäuden der Kirche, des Pfarrhauses und der Kita begonnen. Aber erst nach der politischen Wende konnten sie im größeren Stil und mithilfe von Fördermitteln bis zum Jahr 2000 fortgeführt werden. Abschließende Arbeiten erfolgten 2011–2012, für die eine Summe von 200.030 Euro aufgebracht werden musste. Dabei wurden auch Reste der ersten Wandfresken freigelegt.
Die 100. Wiederkehr der Kirchenweihe wurde mit einem Pontifikalamt Erzbischofs Georg Kardinal Sterzinskys am 11. November 2007 gefeiert.

## Architektur

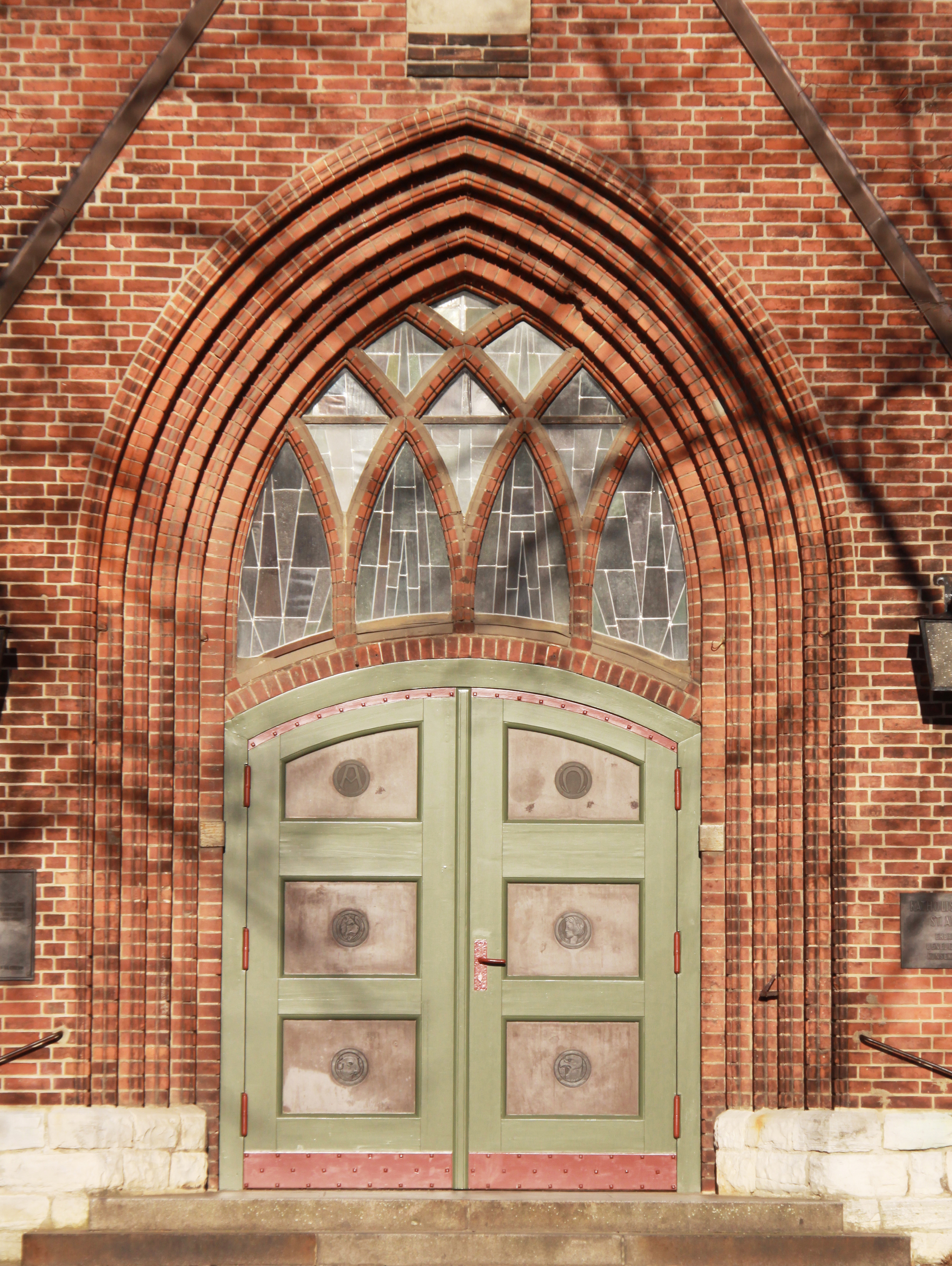
Hauptportal

Das Kirchengebäude wurde im neugotischen Stil aus Backstein-Mauerwerk erbaut, als Grundform wählte der Architekt eine Basilika mit kreuzförmigem Grundriss. Das dreijochige Kirchenschiff wird von einem Kreuzrippengewölbe überspannt. Weitere Merkmale sind ein dreiseitig geschlossener Chor, ein Westturm mit quadratischem Grundriss und ein etwa 24 Meter langes Querhaus, ausgestattet mit Maßwerkfenstern. Im Turmschaft ist das rundbogige, trichterförmige Hauptportal eingearbeitet. Darüber befindet sich das Cäcilienfenster, womit die gläserne Rosette bezeichnet wird. Der Kirchturm trägt eine Turmuhr mit rechteckigem Zifferblatt sowie ein dreistimmiges Geläut. Über seinen mit ornamentalen Rosetten geschmückten Giebeln erhob sich ursprünglich ein ziegelgedeckter, achtseitiger Spitzhelm. Heute sind die vier Giebel durch ein schlichtes Kreuzdach mit waagerechten Firsten verbunden, das mit einem Kreuz auf Turmkugel und einem vergoldeten Wetterhahn bekrönt ist.
Das Kirchenschiff bietet Platz für 1800 Personen.

## Ausstattung
Im Kirchturm wurden drei Bronzeglocken aufgehängt, von denen zwei bereits im Ersten Weltkrieg als Metallspende des deutschen Volkes für Rüstungszwecke abgeliefert werden mussten. Die kleinste Glocke (Ave) blieb vorerst erhalten. Im Jahr 1924 konnten mit Spenden der Gemeindemitglieder zwei Ersatzglocken, diesmal Stahlguss-Glocken, angefertigt werden. Die größere Glocke St. Joseph mit der Inschrift „Unseren im Weltkrieg 1914/18 Gefallenen gib, o Herr, den ewigen Frieden“ und die mittlere Glocke St. Antonius mit der Inschrift „Vor Pest, Hungersnot und Krieg bewahre uns, o Herr.“ wurden am 8. Dezember 1924 in den Kirchturm aufgezogen. Sie läuteten gemeinsam mit der kleinsten Bronzeglocke erstmals zu Weihnachten desselben Jahres. Die Ave-Glocke, im Zweiten Weltkrieg auch für Kriegszwecke eingeschmolzen, wurde 1956 ebenfalls aus Stahl nachgegossen und im September 1957 geweiht. Sie trägt die Inschrift „Maria, Königin des Friedens, bitte für uns“.
Den Hochaltar fertigte der Berliner Bildhauer Joseph Breitkopf-Cosel nach Entwurf des Architekten Fahlbusch an; er konnte 1913 eingeweiht werden. Auf der Empore fand eine von der Paderborner Orgelbauanstalt Eggert gebaute Orgel ihren Platz. Sie wurde am 26. Januar 1916 geweiht. Das im Chor vorhandene Kruzifix stammt aus dem späten 14. Jahrhundert. Im Jahr 1991 erwarb die Pfarrgemeinde eine Klein-Orgel der Orgelbauwerkstatt Sauer, die im Hauptschiff unterhalb der Empore aufgestellt wurde.

## Glocken
Bis zum dritten Dezember 2023 besaß die Kirche drei Glocken der Gießerei Schilling/Lattermann.
| Name     | Ton | Gewicht(KG) | Größe   | Gussjahr | Innenschrift                                                             |
| -------- | --- | ----------- | ------- | -------- | ------------------------------------------------------------------------ |
| Joseph   | e'  | 1600        | 1560 mm | 1924     | ST JOSEF FRATRIBUS BELLO UNIVERSALI CORREPTIS PACEM AETERNUM DONA DOMINE |
| Antonius | g'  | 900         | 1280 mm | 1924     | ST ANTONIUS A PESTE FAME ET BELLO LIBERA NOS DOMINE                      |
| Maria    | a'  | 690         | 1150 mm | 1957     | ST MARIA REGINA PACIS ORA PRO NOBIS                                      |

Dieses Geläut musste jedoch ausgetauscht werden. Die neuen Glocken wurden 2023 von der hessischen Glocken- und Kunstgießerei Rincker} in Sinn gegossen und erklangen erstmals am 3. Dezember 2023. 
| Name                      | Ton  | Gewicht(KG) |
| ------------------------- | ---- | ----------- |
| Antonius von Padua        | B°   | 3159        |
| Johannes Evangelist       | des' | 2003        |
| Gottesmutter Maria        | f'   | 1099        |
| Hedwig von Schlesien      | as'  | 703         |
| Bruder Konrad von Parzham | b'   | 500         |

## Geschichte der Kirchengemeinde
Zur Zeit der Weihe der Kirche bestand das Einzugsgebiet der Gemeinde St. Antonius von Padua aus den Ortsteilen Ober- und Niederschöneweide sowie Johannisthal. Die neue Gemeinde vereinigte rund 6000 Gläubige. Zwischen 1926 und 1927 entstand auf einem Grundstück in Johannisthal eine Kapelle der Gemeinde, die dem Evangelisten Johannes geweiht wurde. Damit hatten die Einwohner dieses Berliner Ortsteils ihr eigenes Gotteshaus und wurden aus St. Antonius ausgegliedert. Für die Katholiken in Baumschulenweg wurde die Gemeinde St. Anna errichtet.
Die St.-Antonius-Gemeinde eröffnete 1934 ein weiteres Gebäude an der Weiskopfstraße, das der Kinder- und Jugendarbeit diente. Die Kinderbetreuung konnte in den folgenden Jahren stetig erweitert werden. In den späten 1990er Jahren wurde ein gemeinsam mit der Caritas betreutes Seniorenzentrum St. Konrad gegründet. Der Schwund von Mitgliedern und die wirtschaftlichen Probleme führten zu Beginn des 21. Jahrhunderts dazu, dass früher ausgegliederte Kirchenbereiche aus Johannisthal in das Betreuungsgebiet der St. Antonius-Kirche zurückgeführt wurden. Im Herbst des Jahres 2012 gehörten der St.-Antonius-Gemeinde rund 2000 Katholiken an.